# Fairytales of Slavery
Fairytales of Slavery è il penultimo album dei Miranda Sex Garden, pubblicato nel 1994 e prodotto in parte da Alexander Hacke degli Einstürzende Neubauten.
Il disco contiene elementi provenienti da diversi generi musicali, fra cui gothic rock, darkwave, industrial, classical ed ambient.

## Tracce
1. Cut – 4:58
2. Fly – 3:41
3. Peep Show – 3:49
4. The Wooden Boat – 6:20
5. Havana Lied – 2:12
6. Cover My Face – 3:58
7. Transit – 2:54
8. Freezing – 2:23
9. Serial Angels – 3:21
10. Wheel – 6:14
11. Intermission – 1:38
12. The Monk Song – 3:25
13. A Fairytale About Slavery – 8:40

## Formazione
- Katharine Blake: Voce, Glockenspiel, Pianoforte
- Ben Golomstock: Chitarre, Tastiere, Harmonium, Glockenspiel, Pianoforte
- Donna McKevitt: Viola, Violino, Voce
- Trevor Sharpe: Batteria, Percussioni